# Antonio Gutiérrez de Otero
Antonio Gutiérrez de Otero y Santayana (Aranda de Duero, Burgos, 8 de mayo de 1729 - Santa Cruz de Tenerife, 15 de mayo de 1799) fue un Mariscal de Campo español, reconocido entre otros logros por haber repelido el ataque de la Marina Británica a la isla de Tenerife en 1797, conocido como la batalla de Santa Cruz de Tenerife.

## Biografía
Natural de Aranda de Duero, Burgos, de familia oriunda del Valle de Soba, en Cantabria, el coronel Gutiérrez de Otero participó en 1770 en la expedición española a las Islas Malvinas tras zarpar el 11 de marzo de 1770 de Montevideo bajo el mando del capitán de navío Juan Ignacio de Madariaga. Durante dicha expedición derrotó a los ingleses bajo el mando del capitán William Malby y tomó Fort George, Puerto Egmont, con lo que restableció la soberanía española en el archipiélago.
Antonio Gutiérrez asimismo participó en la expedición contra Argel de 1775, en la que resultó gravemente herido, y en el Bloqueo de Gibraltar. Era por esa época Comandante de la isla de Menorca y gobernador de Mahón y ostentaba el mando general de las Armas del Reino de Mallorca. Después de esa campaña fue ascendido a mariscal de Campo y nombrado comandante general de las Islas Canarias en 1790, teniendo su residencia en Santa Cruz de Tenerife.
Del 21 al 25 de julio de 1797 la isla se vio atacada por una escuadra británica mandada por el contralmirante Horacio Nelson, formada por siete navíos y fragatas y una fuerza de desembarco compuesta por 900 hombres, que pretendía la conquista de la isla. En aquellos momentos Canarias prácticamente carecía de unidades militares, por lo que la defensa corría a cargo de milicias formadas por los propios vecinos. A pesar de las escasas defensas, las milicias bajo el mando de Gutiérrez repelieron el asalto. La escuadra británica sufrió un total de 226 muertos y 123 heridos, incluyendo al propio Nelson que perdió un brazo, sufriendo los españoles tan solo 23 fallecidos y 40 heridos.
Falleció en Santa Cruz de Tenerife el 15 de mayo de 1799, siendo enterrado en la capilla de Santiago el mayor en la iglesia de La Concepción de dicha localidad.

## Anecdotario
- Contribuyó a sufragar el retablo neoclásico del altar mayor de la iglesia de San Juan de su localidad natal, Aranda de Duero, y su busto en bronce está emplazado frente a la torre de dicha iglesia.